# ハンス・ウェスターガード
- アナと雪の女王 > ハンス・ウェスターガード
- ディズニーヴィランズ > ハンス・ウェスターガード

ハンス・ウェスターガード（ハンス王子、Prince Hans）は、ウォルト・ディズニー・アニメーション・スタジオのアニメ映画『アナと雪の女王』に登場する架空のキャラクターである。アメリカの俳優サンティノ・フォンタナが声を担当している。ハンスは、アレンデールのアナの求婚者の役割を果たす王子である。ハンサムで魅力的な彼は、エルサの戴冠式の日にアナと偶然ぶつかり、その直後にプロポーズし、アナはすぐにそれを受け入れる。
最初はアナの正直で高貴なロマンチックなパートナーとして描かれているが、後に彼が狡猾で計算高い悪役であることが明らかになる。ハンスは、プリンス・チャーミングの概念を覆すために設計された。王位継承順位が13番目であるため、自国では王冠を継承することができないハンスは、アレンデールの王位を奪取する計画を企てる。ハンスは、アナが恋に落ちる2人の主要な男性キャラクターのうちの1人で、もう1人はクリストフである。ハンスは、ロマンティックな愛を表現するキャラクターとして作られ、クリストフとのアナの現実的な関係とは対照的である。
ハンスが悪役として明らかにされたことは、批評家の間で賛否が分かれている。彼の悪役ぶりは、有害な男らしさの例として称賛される一方で、予想外のプロットの展開が、若い視聴者にとってはショックで混乱を招くと批判され、また伏線の欠如も指摘されている。他の批評家は、ハンスをディズニーの伝統的な王子の描写における前向きな変化と見なし、プリンス・チャーミングの転覆、そして一目惚れの危険性についての警告として評価している。

## 製作

### 由来とコンセプト
ディズニースタジオは、ハンス・クリスチャン・アンデルセンの童話『雪の女王』を映画化する試みを1943年に初めて行った。当時、ウォルト・ディズニーはアンデルセンの伝記映画を制作する可能性を検討していた。しかし、物語とキャラクターがあまりにも象徴的で抽象的だったため、ディズニーやアニメーターにとって解決不可能な問題が生じた。その後、他のディズニーの幹部もこの素材を映画化しようと努力したが、同様の問題によりこれらの提案はすべて棚上げされた。
『アナと雪の女王』の最終的なストーリーは、初期の脚本のバージョンとは異なっている。プロデューサーのピーター・デル・ヴェッチョによると、初期の草案では、エルサは悪役として描かれ、アナは無垢なヒロインだった。最終幕では、ハンスが真の悪役となり、アレンデールを危険にさらす巨大な雪崩を引き起こし、その結果アナがエルサの助けを求めるという展開が描かれていた。しかし、このコンセプトはオリジナリティがなく、満足できるものではなかったため、変更する必要があったとデル・ヴェッチョは述べている。共同監督のクリス・バックは、物語が常に「真実の愛のキス」で解決される必要があるのか、そしてそれが常に男性が女性キャラクターを救う形であるべきなのかとチームに問いかけ、ストーリーの再考を促した。

### 声
ハンスは、『アナと雪の女王』および『アナと雪の女王 エルサのサプライズ』でサンティノ・フォンタナが声を担当している。彼が『アナと雪の女王』に関わることになったのは、ディズニーのキャスティングディレクターであるジェイミー・ロバーツが、『塔の上のラプンツェル』のキャスティングを行っていた際、ブロードウェイでのミュージカル『ビリー・エリオット』での彼の演技を観たことがきっかけだった。彼はその映画にはキャスティングされなかったが、ロバーツが『アナと雪の女王』のキャストとして彼に声をかけた。

### 特徴
共同監督のジェニファー・リーとクリス・バックは、『アナと雪の女王』の男性キャラクターをデザインする際、まずキャラクターが興味深く、欠点を持っていることを重視したと述べている。リーは、『アナと雪の女王』には定型的なキャラクターを含めないように努めたが、プリンス・チャーミングの概念を取り入れ、それを逆転させることで、ハンスがその答えではないことを強調する手法を用いたと強調した。彼女はこれについて、「ハッピーエンドを超えて、その先を探求するための方法だった」と説明している。デル・ヴェッチョは、この映画の意図は「一目惚れ」のトロープを揶揄することではなく、まず誰かをよく知ることが時には良い結果をもたらすことを示すことだったと述べている。彼はこれが映画により現実感を与えると感じていた。サンティノ・フォンタナは、ハンスが「素晴らしい」キャラクターだったと語っている。なぜなら、彼は「ディズニープリンス」でありながら、それ以上の多面的なキャラクターであり、映画の中で多くの意外な展開を経るからである。彼はハンスを擁護し、人は誰もが見かけ通りの存在ではないと言った。
ハンスは、クリストフとは異なり、愛のロマンティックな側面を象徴しているが、クリストフは「現実の混沌」を象徴している。リーは、アナがハンスを初対面で魅力的だと感じたのは、彼が彼女と同じようにぎこちなく、緊張しているように見えたからだと語っている。バックは、エルサのように非常に抑制的な姉とは異なり、ハンスが自発的であることがアナにとって魅力的だったと説明している。クリスティン・ベルは、アナとハンスの最初の出会いは「典型的なディズニーモーメント」であり、2人が物理的に近づきすぎてお互いに惹かれ合う場面だと語っている。彼女は、アナが言葉につまずき、ハンスを「ハンサム」とうっかり口走る反応を即興で演じた。
クリステン・アンダーソン＝ロペスとロバート・ロペスは、アナとハンスのデュエット「とびら開けて」を作曲した。アンダーソン＝ロペスは、この曲にはアナがハンスに会って間もなく惹かれる理由を説明するために多くの工夫が必要だったと述べている。この曲の目的は、視聴者に「最も楽しい初デート」の感覚を味わわせることだった。作詞家たちは、この曲を『ベスト・キッド』のラルフ・マッチオとエリザベス・シューが「ゴルフ・ン・スタッフ」に行き、互いに「運命の相手」に見えるシーンにちなんで「ゴルフ・ン・スタッフ」とニックネームを付けた。アンダーソン＝ロペスはまた、自分がハンスのような人物とデートした経験があると述べ、「素晴らしいデートをして、その後、抜け出すのに2年もかかることがある！それはどうして起こるのだろう？それは、チープなカラオケを一緒に歌うような魔法のデートをするからだ」と語っている。監督アニメーターのハイラム・オズモンドは、ハンスが滝の下に立ち、目を閉じて腕を上げるシーンが、彼の叔父であるダニー・オズモンドの代表的な動きをパロディにしたものであると明かした。

### デザイン
オズモンドによると、チームはハンスの二重人格を描く作業を楽しんでいた。彼は礼儀正しい魅力的な人物から権力欲に駆られた悪役へと変貌していく。「ハンサムで華麗なキャラクター」として描かれたハンスについて、観客が彼と、彼とアナとの関係に恋するようにすることが目的だった。彼が悪役として明らかになる場面を本当に驚きのものにすることが課題だった。リノ・ディ・サルヴォは、ハンスはカメレオンのように他のキャラクターを安心させるために自らを適応させると説明している。
キャラクターデザインスーパーバイザーのビル・シュワブによると、彼のデザインにおいて最大の課題の1つは、彼の性格のすべての側面を見せつつも、観客に彼の本性を明かさないようにすることだった。ハンスは王子らしい外見を持つようにデザインされており、彼の衣装は伝統的なノルウェーのブナッドジャケットからインスピレーションを受けている。さらに、黒い襟とラペル、エポーレット、アギュレットといった要素が加えられ、彼に「英雄的な強さ」を持たせる工夫がなされている。

## 出演

### アナと雪の女王
ハンスは、エルサ女王の戴冠式の日にアレンデールに到着し、馬に衝突してしまったアナ王女と偶然出会う。彼はすぐにアナを魅了し、その結果、アナは彼の魅力とハンサムな外見に惹かれる。戴冠式の後、ハンスは祝賀会に姿を現し、再びアナに出会った後、すぐにロマンチックなワルツに誘う。その晩、アナは彼に強い絆を感じ、ハンスは結婚を申し込み、アナは即座にそれを受け入れる。しかし、エルサの祝福を求めた際、彼女は冷たく拒否し、即座にパーティーを終了させる。傷心したアナは姉と対峙するが、その際にエルサの氷の力が偶然に露わになる。ウェーゼルトン公爵はすぐにエルサを「怪物」と見なし、手下にエルサを捕えるよう命じる。エルサは逃亡し、その過程でアレンデールに永遠の冬を引き起こしてしまう。アナとハンスは彼女を追いかける。アナは自らエルサを追うことを申し出るが、ハンスはそれが危険すぎると反対する。しかし、アナはハンスにアレンデールを守るように言い残し、出発する。アナの馬が乗り手なしで戻ってきたとき、ハンスはアナが危険にさらされていると考え、アナを救出し、エルサを捕らえるための救出ミッションを率いる。
エルサの氷の宮殿では、ハンスと彼の軍隊が雪の怪物「マシュマロウ」と戦うが、2人の護衛が宮殿内に侵入し、エルサに挑む。ハンスはマシュマロウの足を切り落として彼を峡谷に落とし、急いで宮殿内に入りアナを探す。しかし、代わりに彼らが見つけたのは、ウェーゼルトン公爵の護衛2人を殺しかけているエルサだった。護衛の1人がエルサに矢を放とうとするが、ハンスがそれを妨害し、矢は上に向かって大きなシャンデリアのフックを砕き、シャンデリアがエルサに倒れ込み、彼女は意識を失う。エルサはアレンデールの牢屋に囚われ、ハンスは彼女を訪れ、冬を終わらせるように頼むが、エルサはその方法がわからないと告白し、解放を求める。
アナは戻り、自分の心を凍らせたエルサの魔法を解くためには真実の愛のキスが必要だと信じ、必死にハンスにキスを求める。ハンスは不敵な笑みを浮かべ、自分がアナと結婚し、エルサに「事故」を起こさせてアレンデールの王になるという計画を説明する。アナは彼を止めようとするが、すでに体力が尽きている。ハンスはエルサを殺し、夏を取り戻すことが次の行動だと告げ、アナを死に追いやり、部屋に閉じ込める。ハンスはその後、ウェーゼルトン公爵と他の貴族たちの元に戻り、アナがエルサによって殺されたと告げる。彼はエルサに大逆罪で死刑を宣告する。
エルサは魔法を使って牢から脱出し、ハンスは彼女を追いかけて凍ったフィヨルドへ向かう。激しい吹雪が王国を覆う中、ハンスは最終的にエルサに出会い、アナが彼女の魔法で心臓を凍らされたために死んだと告げる。打ちひしがれたエルサが倒れ込んだ隙を見て、ハンスは剣を抜き、彼女を刺そうとする。しかし、その瞬間、アナが現れ、ハンスの剣の前に飛び込む。アナはハンスの剣が彼女に触れる直前に完全に凍りつき、剣は粉々に砕け、ハンスは気絶する。意識を取り戻したハンスは、アナに対峙され、船の側面から顔を殴られて海に落とされる。屈辱と敗北を味わったハンスは、兄たちから罰を受けるため、サザンアイルズへ向かう船に囚われの身で乗せられる。

### その他のアニメ出演
ハンスは『アナと雪の女王 エルサのサプライズ』の終盤に短い登場をし、サザンアイルズでアレンデールに対する行動の罰として馬の糞を片付けている姿が描かれている。
『アナと雪の女王2』ではハンスは実際に登場しないが、エルサが魔法の川アートハランを探検している際に、ハンスの記憶が現れる。
ハンスは『ワンス・アポン・ア・スタジオ -100年の思い出-』にもカメオ出演し、エルサがディズニーキャラクターたちの大集合から彼を除外するため、彼を絵のフレーム内で凍らせるシーンがある。それにもかかわらず、短編の最後には彼の姿が確認できる。

### ワンス・アポン・ア・タイム
ハンスは、クロスオーバーシリーズの第4シーズンでタイラー・ジェイコブ・ムーアによって演じられている。このバージョンのハンスは、アニメ版よりもはるかに明確で回復不能な悪意を持つキャラクターとして描かれており、（映画の出来事に相当する出来事の後）兄弟たちと共にアレンデールに侵攻する（カノンでは家族との敵対関係や動機とは対照的）。その後、彼は黒髭と同盟を結び、アナとクリストフの両方を殺そうと積極的に企てる。

### ミュージカル
2017年、ジョン・リドルはブロードウェイ前のプロダクションである『アナと雪の女王』ミュージカルのデンバー公演でハンスを演じた。このミュージカルは、その後、ニューヨークでの2月のオープンに先立って上演された。ブロードウェイ版ミュージカルでは、ライアン・マッカータンが2020年1月にハンス役にキャスティングされた。彼はハンスを「釣り餌で人を引っ掛ける悪役」と表現し、自分なりの解釈をキャラクターに加えることができたと語っている。イギリスでは、オリバー・オームソンがロンドンのシアター・ロイヤル、ドゥルーリー・レーンでハンス役を演じている。彼は、見かけ上のヒーローであるハンスのキャラクターが崩れていくことで、「姉妹愛と家族や友人の重要性というメッセージが強調される」と述べている。

### 出版物
エリザベス・ラドニックによる小説『A Frozen Heart』は、ハンスとアナの失敗した恋愛を2人の視点から描いている。

### コンピュータゲーム
ハンスは、期間限定でアンロック可能なプレイヤーキャラクターとして「ディズニー マジックキングダムズ」に登場する。彼は元々、『アナと雪の女王』イベントでストーリーのボス敵として導入された。
『キングダム ハーツIII』では、ハンスが自らの闇に飲み込まれ、その結果、スコルと呼ばれる狼の形をしたハートレスが現れる。スコルは、この世界のメインボスとして登場する。

### 大衆文化において
ミュージカルシーン「とびら開けて」でハンスが発するセリフ「I love crazy（クレイジーが好きだ）」は、ディズニーのアニメ映画『ウィッシュ』（2023年）のあるシーンに影響を与えた。このシーンでは、キャラクターのアーシャが「This is crazy（これはクレイジーだ）」と言い、それに対して森のキノコたちが「We love crazy（クレイジーが大好き）」と応じる場面がある。

## キャスト

### 原語版声優
- サンティノ・フォンタナ[27]

### 実写版キャスト
- タイラー・ジェイコブ・ムーア（英語版）：『ワンス・アポン・ア・タイム』第4シーズン[28]

### 日本語吹替版声優
- 津田英佑[27]

## 評価

### 批判的な反応
サム・スウェル＝ピーターソンは『フィルムマガジン』で、ハンスを「二枚舌で、典型的なイギリス訛りの悪役」と表現したが、アナの感情を利用して自分の野望を達成しようとした点を評価した。『Collider』のデヴィッド・カバレロは、ハンスが女性のエンパワーメントをテーマにした映画に理想的な悪役であり、「有害な男らしさの典型」であり、「ディズニー史上最も殴られたい悪役かもしれない」と述べた。MTVのステイシー・グラントは、ハンスが「まさに夢の男」である一方で、「偽善者」であり、彼がアナに言った「本当に君を愛している人がいたらよかったのに」というセリフは非常に心を打つものだとコメントした。
『アトランティック』のジーナ・ダルフォンゾは、ハンスが親切そうな王子から陰険な悪役に変わることが、子供たちにとって恐ろしく、不要なまでに動揺を与えるものであり、この展開が映画の早い段階で明かされていればもっと優しかっただろうと感じた。一方、『アトランティック』のアンディ・ハインズは、これに反対し、『アナと雪の女王』は「あなたを夢中にさせる魅力的な人物には注意と懐疑心を持って接するべき」という教訓を与えており、若い子供たちに愛や関係について話す機会を提供していると考えた。『デン・オブ・ギーク』のデヴィッド・クロウは、ハンスが裏の顔を持つ親切な大人を体現しているため、一部の親から批判を受けたことを指摘したが、これこそが彼を成功したキャラクターにしていると考え、ハンスを最も陰険なディズニーヴィランズの1人だと述べた。
『カートゥーン・ブリュー』のエド・フックスは、脚本やアニメーションに予兆がないため、彼が「冷血な操作的殺人者」として遅れて明かされることを嫌った。彼は、ハンスには観客を驚かせる可能性があったが、彼がどのシーンでも「白紙の状態」であり、精神的に操られるだけの未熟なキャラクターであるため、その可能性が無駄にされたと感じた。『MovieWeb』のゲイリー・ロックハードは、ハンスのストーリーアークは全く意味をなしていないと考えた。彼がアレンデールの王になる道は容易であり、プロットは彼が目標を達成するのを助けるいくつかの機会を提供していると指摘した。彼は、ハンスはウェーゼルトン公爵の手下がエルサをクロスボウで攻撃するのを見守るか、心が凍って戻ってきたアナと結婚して自らを王にすることができたはずだと述べた。彼は、ハンスが悪いキャラクターだとは思わず、その魅力を「爽やか」と表現しつつも、物語に本当に悪役が必要ない中で彼が悪役を選ぶことは、ハンスがうまく構想されていないことを示していると考えた。『ワシントン・エグザミナー』に寄稿したジョナサン・V・ラストは、ハンスを『ジキル博士とハイド氏』のキャラクターと例え、その正体が明かされる様子をM・ナイト・シャマランの映画のプロットツイストに例えた。彼は、ハンスが最終幕でエルサに剣を振るうために悪役として設定されたと感じ、この悪役ぶりを「偶発的」と表現した。『A.V.クラブ』のシンディ・ホワイトは、ハンスを「成功した隠れた悪役」と見なし、その変貌が「瞬時で予測不可能」であると評した。彼女はまた、フォンタナの演技を称賛し、彼がキャラクターの声を「完璧に」表現していると述べた。
『Mic』のナターシャ・ノーマンは、ハンスのキャラクター設定が視聴者に有益な人生の教訓を教えていると考え、特に、権力への欲望は不幸をもたらし、操作的であることは有意義な人間関係を奪い、無視されることが人を社会病質者に変える可能性があるという教訓を挙げた。『デイリー・ビースト』のメリッサ・レオンは、ハンスがプリンス・チャーミングという概念が「非現実的で馬鹿げており、時には危険ですらある」と認める存在を表していると述べた。『ウィーク』のモニカ・バーツェルは、ハンスを微妙な悪役として描くことで、『アナと雪の女王』がディズニーが育んできたプリンス・チャーミングの幻想を捨て去る大きな一歩を踏み出したと感じており、一目惚れでロマンチックなパートナーの価値を判断することの非現実性を示していると述べた。『ガーディアン』のガイ・ビゲルは、『アナと雪の女王』がディズニープリンスに対するディズニー自身のアプローチを変え、ハンスを「高貴な出自であり、初期のプリンスに似た外見を持ちながらも最終的には悪役」として紹介することで、このサブバージョンが以前のディズニープリンセス映画の知識に依存しているとコメントした。『デジタル・スパイ』に寄稿したイアン・サンドウェルは、『アナと雪の女王2』にはハンスという重要な要素が欠けており、その正体が明かされるシーンは「世界中で驚きの声を上げさせた」と述べた。彼は、続編ではそのような驚きの展開に匹敵するものはなかったと考えている。

### 影響
『アナと雪の女王』の公開から10年後、2023年にイースト・アングリア大学が実施した研究によると、子供たちはハンスを捕食者的な悪役として認識し、映画が伝える真実の愛に対する警告を理解していたことが示された。映画・テレビ学の准教授であるサラ・ゴッドフリー博士は、『アナと雪の女王』のファンである大人たちが、ハンスの存在が「真実の愛に対して少し懐疑的になるきっかけ」になったと報告していると述べた。彼女は、「この映画のメッセージは非常に重要で、当時はその微妙なニュアンスを必ずしも理解していなかったとしても、それが彼らの心に残っているのは興味深いことだ」とコメントしている。